# Дементор
Дементори су бића таме из серије књига о Харију Потеру. Они су бића без душе, међу најзлобнијим у серијалу књига. Једно време били су придружени Лорду Волдеморту. После Волдеморовог пораза Министарство магије је дементоре послало да чувају чаробњачки затвор - Аскабан.

#### Основне карактеристике
Дементори се хране срећом људи. Они немају доњи део тела и имају дуге кошчате прсте. У књигама, дементори су људског облика и приближно 3 метра високи, обучени у тамне плаштове са капуљачама које само откривају њихове руке распаднутог изгледа. Испод плашта они немају очи. Њихова огромна уста служе за исисавање среће и интелигенције из бића. Они људима узимају лепа сећања, терајући их да преживе своје најгоре моменте. Кулминација њихове моћи је дементоров пољубац где они узму душу људског бића, остављајући га једва живог. Према аутору, они расту као гљиве на мрачним, влажним местима, креирајући густу и хладну маглу. Присуство оваквог створења чини да околина постане хладна и мрачна. Дементори су невидљиви Нормалцима, али имају исти утицај на њих. Иако имају приврженост према људским емоцијама, дементори имају проблеме у разликовању људи, што доказује бекство Бартија Крауча из Аскабана, где нису могли да виде различитост између Крауча и његове мајке.

#### Борба против дементора
Једини начин да се отера дементор је употреба чини Патронус који је заправо концентрација среће и светлости манифестована у облику животиње. Чоколада служи као превентива то јест могућност да дементор приђе особи која конзумира чоколаду је мања. 

#### Појаве у књизи
Главни лик Хари први пут њих среће током своје треће године школовања када је послат да штити Хогвортс од Сиријуса Блека. Због њиховог присуства био се подсетио убиства његових родитеља, убиства које је починио Волдемор. Пред крај књиге „Ред феникса“ дементори из Аскабана дижу масовни устанак против својих послодаваца да би се придружили Волдемору, који им дозвољава да се приближе својим жртвама. У књизи „Реликвије смрти“, Министарство магије користи дементоре да казни оне који су рођени као Нормалци. Ауторка каже да је да је креирала дементоре у време када је, како каже, била у депресији. Према томе дементори је могу сагледати као метафора њене депресије. 